# It's My Life (cançó)
It's My Life és un tema synthpop escrit per Mark Hollis i Tim Friese-Greene per al segon àlbum del grup britànic Talk Talk It's My Life aparegut el 1984. La cançó fou la primera col·laboració entre Hollis i Friese-Greene. El tema It's My Life fou el primer single de l'àlbum i va aparèixer el gener de 1984 i és una mostra del so New Romantic en els àlbums més experimentals. El tema va arribar la número 46 de la Gran Bretanya (èxit molt relatiu), igual que als Estats Units on va arribar al 31.
El 1990 el tema fou inclòs en la compilació Natural History: The Very Best of Talk Talk, amb millor èxit a la Gran Bretanya que no quan va aparèixer per primer cop.
El tema apareix en el Rockstar Games, un videojoc per a PlayStation. El grup No Doubt en va fer una versió el 2003 en la seva compilació The Singles 1992-2003, que va obtenir un èxit considerable.